# Championnat des îles Féroé de football 1976
Navigation
Meistaradeildin 1975 1. Deild 1977
La saison 1976 du Championnat des îles Féroé de football' était la 34e édition de la première division féroïenne à poule unique qui prend à partir de cette saison le nom de 1. Deild.
Les sept meilleurs clubs du pays jouent les uns contre les autres à deux reprises durant la saison, à domicile et à l'extérieur.
En fin de saison, le dernier du classement est relégué et le meilleur club de 2. Deild, la deuxième division nationale, est quant à lui promu parmi l'élite.
C'est le TB Tvoroyri qui remporte le titre cette année après avoir terminé en tête du classement, avec un seul point d'avance sur le tenant du titre, le HB Tórshavn et 4 sur le KÍ Klaksvík. C'est le 4e titre de champion de l'histoire du club, qui manque le doublé en s'inclinant en finale de la Coupe des Îles Féroé face à son dauphin, le HB Tórshavn.
En bas du classement, le promu, le NSÍ Runavík ne fait qu'un passage d'une saison parmi l'élite : avec 12 défaites en 12 matchs, il redescend dès la fin du championnat en 2. Deild.

## Les clubs participants
| \| B36 HB ÍF KÍ NSÍ TB VBV \| Localisation des clubs engagés dans le championnat 1976. |
| B36 HB ÍF KÍ NSÍ TB VBV                                                                |

- B36 Tórshavn

- HB Tórshavn - Tenant du Titre

- ÍF Fuglafjørður

- KÍ Klaksvík

- NSÍ Runavík - Promu de 2. Deild

- TB Tvøroyri

- VB Vágur

## Compétition
Le classement est établi sur le barème de points classique (victoire à 2 points, match nul à 1, défaite à 0).
Pour départager les égalités, on tient d'abord compte de la différence de buts générale, puis du nombre de buts marqués, puis des confrontations directes et enfin si le championnat ou la relégation est en jeu, les deux équipes jouent une rencontre d'appui sur terrain neutre.

### Les temps forts de la saison
Le championnat fait sa petite révolution et intégrant le NSÍ Runavík et fait passé le championnat de 6 à 7 clubs.
Le TB Tvøroyri commence la saison par une victoire à domicile sur le promu le NSÍ Runavík (4-0) ainsi que le HB Tórshavn à l’extérieur sur l'ÍF Fuglafjørður (0-2). L’autre club de la capitale le B36 Tórshavn bat le KÍ Klaksvík 3-0. Le VB Vágur est au repos lors de cette première journée.
Le TB Tvøroyri et le HB Tórshavn se dispute la première place à l’avantage de ce dernier qui s’impose dès la 2e journée 4-3 et prend la tête du championnat. Le TB Tvøroyri reprend la tête lors de la journée suivante (le HB Tórshavn étant au repos) mais reperd la tête du championnat dès la journée suivante après un match nul face au B36 Tórshavn et une victoire du HB Tórshavn face au VB Vágur.
Lors de la 9e journée, le TB Tvøroyri s’installe en haut du classement pour ne plus le quitter après sa victoire sur le HB Tórshavn, à domicile 4-2. Le HB Tórshavn bataillera face au KÍ Klaksvík, pour maintenir sa deuxième place, jusqu’à la confrontation directe 3-2 à domicile lors de l’ultime rencontre. Le KÍ Klaksvík termine sur le podium malgré son début de championnat raté avec un nul (face au ÍF Fuglafjørður 1-1) et deux défaites : 3-0 face au B36 Tórshavn, et 6-5 face au TB Tvøroyri (étant mené 6-2 et signant une belle remonté) avant le sursaut lors du match face au promu. Il marquera le réel début de championnat.
L’autre club de la capitale, le B36 Tórshavn après un bon début de saison, étant sur le podium jusqu’à la 4e journée (match nul face au TB Tvøroyri 1-1), le club ne se remettra pas de sa cuisante défaite lors de la journée suivante 5-0 face au HB Tórshavn.
Le VB Vágur et le ÍF Fuglafjørður suivent la même trajectoire que le B36 Tórshavn avec des passages à vide lors d’une partie du championnat mais en signant quelques belles performances (HB Tórshavn-VB Vágur 2-2 & KÍ Klaksvík-ÍF Fuglafjørður 1-1).
Le NSÍ Runavík promu en début de saison ne signera aucune victoire en terminant dernier avec aucun point marqué. À noter qu’il se fera humilié à l’extérieur par le KÍ Klaksvík 10-1, lors de la 4e journée du championnat avec un 7-0 lors de la seconde mi-temps.

### Classement[n 1]
| Rang | Équipe              | Pts | J  | G | N | P  | Bp | Bc | Diff |
| ---- | ------------------- | --- | -- | - | - | -- | -- | -- | ---- |
| 1    | TB Tvoroyri         | 20  | 12 | 9 | 2 | 1  | 39 | 15 | +24  |
| 2    | HB Tórshavn (T) (C) | 19  | 12 | 9 | 1 | 2  | 38 | 14 | +24  |
| 3    | KÍ Klaksvík         | 16  | 12 | 7 | 2 | 3  | 36 | 21 | +15  |
| 4    | VB Vágur            | 11  | 12 | 5 | 1 | 6  | 27 | 26 | +1   |
| 5    | B36 Tórshavn        | 9   | 12 | 3 | 3 | 6  | 15 | 25 | -10  |
| 6    | ÍF Fuglafjørður     | 9   | 12 | 3 | 3 | 6  | 15 | 28 | -13  |
| 7    | NSÍ Runavík (P)     | 0   | 12 | 0 | 0 | 12 | 6  | 47 | -41  |

|  | Vainqueur du championnat 1976                                                                    |
|  | Relégation directe en deuxième division                                                          |
|  | (T) Tenant du titre (C) Vainqueur de la Coupe des îles Féroé (P) Club promu de deuxième division |

### Matchs
| Résultats (▼dom., ►ext.)                                   | B36 | HB  | ÍF  | KÍ  | NSÍ  | TBT | VBV |
| B36 Tórshavn                                               |     | 0-3 | 1-1 | 3-0 | 5-0  | 1-1 | 1-6 |
| HB Tórshavn                                                | 5-0 |     | 5-0 | 3-2 | 3-0  | 4-3 | 2-2 |
| ÍF Fuglafjørður                                            | 1-1 | 0-2 |     | 1-3 | 3-1  | 1-3 | 3-2 |
| KÍ Klaksvík                                                | 4-1 | 3-1 | 1-1 |     | 10-1 | 1-1 | 3-1 |
| NSÍ Runavík                                                | 0-2 | 0-5 | 0-1 | 2-3 |      | 0-2 | 2-4 |
| TB Tvøroyri                                                | 1-0 | 4-2 | 5-1 | 6-5 | 4-0  |     | 4-0 |
| VB Vágur                                                   | 3-0 | 0-3 | 4-2 | 0-1 | 5-0  | 0-5 |     |
| - Victoire à domicile - Match nul - Victoire à l'extérieur |     |     |     |     |      |     |     |

Source : Résultats officiels sur le site de la FSF

## Statistiques

### Domicile et extérieur
| Rang | Équipe          | Pts | J | G | N | P | Bp | Bc | Diff |
| ---- | --------------- | --- | - | - | - | - | -- | -- | ---- |
| 1    | TB Tvøroyri     | 12  | 6 | 6 | 0 | 0 | 24 | 8  | +16  |
| 2    | HB Tórshavn T C | 11  | 6 | 5 | 1 | 0 | 22 | 7  | +15  |
| 3    | KÍ Klaksvík     | 10  | 6 | 4 | 2 | 0 | 22 | 6  | +16  |
| 4    | VB Vágur        | 6   | 6 | 3 | 0 | 3 | 12 | 11 | +1   |
| 5    | B36 Tórshavn    | 6   | 6 | 2 | 2 | 2 | 11 | 11 | 0    |
| 6    | ÍF Fuglafjørður | 5   | 6 | 2 | 1 | 3 | 9  | 12 | -3   |
| 7    | NSÍ Runavík P   | 0   | 6 | 0 | 0 | 6 | 4  | 17 | -13  |

| Rang | Équipe          | Pts | J | G | N | P | Bp | Bc | Diff |
| ---- | --------------- | --- | - | - | - | - | -- | -- | ---- |
| 1    | HB Tórshavn T C | 8   | 6 | 4 | 0 | 2 | 16 | 7  | +9   |
| 2    | TB Tvøroyri     | 8   | 6 | 3 | 2 | 1 | 15 | 7  | +8   |
| 3    | KÍ Klaksvík     | 6   | 6 | 3 | 0 | 3 | 14 | 15 | -1   |
| 4    | VB Vágur        | 5   | 6 | 2 | 1 | 3 | 15 | 15 | 0    |
| 5    | ÍF Fuglafjørður | 4   | 6 | 1 | 2 | 3 | 6  | 16 | -10  |
| 6    | B36 Tórshavn    | 3   | 6 | 1 | 1 | 4 | 4  | 14 | -10  |
| 7    | NSÍ Runavík P   | 0   | 6 | 0 | 0 | 6 | 2  | 30 | -28  |

### Évolution du classement
| Journée →       | 1 | 2 | 3 | 4 | 5 | 6 | 7 | 8 | 9 | 10 | 11 | 12 | 13 | 14 | 1er | rel. |
| Équipe          |   |   |   |   |   |   |   |   |   |    |    |    |    |    |     |      |
| --------------- | - | - | - | - | - | - | - | - | - | -- | -- | -- | -- | -- | --- | ---- |
| B36 Tórshavn    | 2 | 4 | 3 | 3 | 4 | 4 | 5 | 4 | 6 | 5  | 5  | 6  | 5  | 5  |     |      |
| HB Tórshavn     | 3 | 1 | 2 | 1 | 1 | 1 | 1 | 1 | 2 | 2  | 3  | 2  | 2  | 2  | 6   |      |
| ÍF Fuglafjørður | 5 | 5 | 4 | 5 | 3 | 3 | 4 | 5 | 5 | 6  | 6  | 5  | 6  | 6  |     |      |
| KÍ Klaksvík     | 6 | 6 | 6 | 4 | 5 | 5 | 3 | 3 | 3 | 3  | 2  | 3  | 3  | 3  |     |      |
| NSÍ Runavík     | 7 | 7 | 7 | 7 | 7 | 7 | 7 | 7 | 7 | 7  | 7  | 7  | 7  | 7  |     | 14   |
| TB Tvøroyri     | 1 | 2 | 1 | 2 | 2 | 2 | 2 | 2 | 1 | 1  | 1  | 1  | 1  | 1  | 8   |      |
| VB Vágur        | 4 | 3 | 5 | 6 | 6 | 6 | 6 | 6 | 4 | 4  | 4  | 4  | 4  | 4  |     |      |

#### Résultats par match
| Journée ╱ Équipe | 1 | 2 | 3 | 4 | 5 | 6 | 7 | 8 | 9 | 10 | 11 | 12 | 13 | 14 |
| ---------------- | - | - | - | - | - | - | - | - | - | -- | -- | -- | -- | -- |
| B36 Tórshavn     | V | D | V | N | D | N | E | D | D | V  | D  | D  | E  | N  |
| HB Tórshavn      | V | V | E | V | V | D | V | V | D | E  | N  | V  | V  | V  |
| ÍF Fuglafjørður  | D | N | V | E | V | N | D | D | D | D  | E  | V  | D  | N  |
| KÍ Klaksvík      | D | N | D | V | E | V | V | V | V | N  | V  | E  | V  | D  |
| NSÍ Runavík      | D | E | D | D | D | D | D | D | E | D  | D  | D  | D  | D  |
| TB Tvøroyri      | V | D | V | N | V | E | V | V | V | N  | V  | V  | V  | E  |
| VB Vágur         | E | V | D | D | D | V | D | E | V | V  | N  | D  | D  | V  |

### Buts marqués par journée
Ce graphique représente le nombre de buts marqués lors de chaque journée.

### Classement des buteurs
| # | Buteur              | Club        | Buts |
| - | ------------------- | ----------- | ---- |
| 1 | Heri Nolsoe         | HB Tórshavn | 14   |
| 2 | Magni Eidesgaard    | VB Vágur    | 13   |
| 3 | Henrik Thomsen      | TB Tvøroyri | 12   |
| 4 | Andras Biskopsto    | KÍ Klaksvík | 10   |
| 5 | Trond Nolsoe        | TB Tvøroyri | 8    |
| 6 | Johannis Nielsen    | VB Vágur    | 7    |
| 7 | Beiggin Johannessen | HB Tórshavn | 6    |
| 7 | Sverri Jacobsen     | HB Tórshavn | 6    |

Source : faroesoccer.com

## Bilan de la saison
| Championnat des îles Féroé de football 1976 |                        |
| Champion                                    | TB Tvoroyri (4e titre) |
| Coupes et trophées                          |                        |
| Vainqueur de la Coupe des îles Féroé 1976   | HB Tórshavn            |
| Promotions et relégations                   |                        |
| Promus en 1. deild                          | ÍF Fram Tórshavn       |
| Relégués en 2. deild                        | NSÍ Runavík            |